# Hofors
Hofors este un oraș în Suedia.

## Demografie
| \| Evoluția demografică a zonei urbane Hofors, 1970–2015 \| Evoluția demografică a zonei urbane Hofors, 1970–2015 \| Evoluția demografică a zonei urbane Hofors, 1970–2015 \| Evoluția demografică a zonei urbane Hofors, 1970–2015 \| Evoluția demografică a zonei urbane Hofors, 1970–2015 \| \| --------------------------------------------------------------------------------------- \| ----------------------------------------------------- \| ----------------------------------------------------- \| ----------------------------------------------------- \| ----------------------------------------------------- \| \| An \| \| \| Locuitori \| \| \| 1970 \| 1970 \| \| 11.671 \| 11.671 \| \| 1975 \| 1975 \| \| 11.459 \| 11.459 \| \| 1980 \| 1980 \| \| 10.059 \| 10.059 \| \| 1990 \| 1990 \| \| 8.826 \| 8.826 \| \| 1995 \| 1995 \| \| 8.191 \| 8.191 \| \| 2000 \| 2000 \| \| 7.438 \| 7.438 \| \| 2005 \| 2005 \| \| 7.020 \| 7.020 \| \| 2010 \| 2010 \| \| 6.681 \| 6.681 \| \| 2015 \| 2015 \| \| 6.090 \| 6.090 \| \| Sursa: SCB - Statistika Centralbyrån, Folkmängden per tätort. Vart femte år 1960 - 2016 \| \| \| \| \| |      |  |           |        |
| Evoluția demografică a zonei urbane Hofors, 1970–2015 |      |  |           |        |
| An |      |  | Locuitori |        |
| 1970 | 1970 |  | 11.671    | 11.671 |
| 1975 | 1975 |  | 11.459    | 11.459 |
| 1980 | 1980 |  | 10.059    | 10.059 |
| 1990 | 1990 |  | 8.826     | 8.826  |
| 1995 | 1995 |  | 8.191     | 8.191  |
| 2000 | 2000 |  | 7.438     | 7.438  |
| 2005 | 2005 |  | 7.020     | 7.020  |
| 2010 | 2010 |  | 6.681     | 6.681  |
| 2015 | 2015 |  | 6.090     | 6.090  |
| Sursa: SCB - Statistika Centralbyrån, Folkmängden per tätort. Vart femte år 1960 - 2016 |      |  |           |        |